# 米特留斯排放枪
米特留斯（法語：mitrailleuse，發音：[mitʁajøz] ⓘ）是一种排放枪，具有多管步枪口径的枪管，可同时或快速连续发射，1866年由法国研制，曾在1871年的普法战争中投入使用。后来，“米特留斯”一词在法语中用来指代机关枪。